# Niedervisse
Niedervisse (fràncic lorenès Nidderwis) és un municipi francès situat al departament del Mosel·la i a la regió del Gran Est. L'any 2007 tenia 226 habitants.

## Demografia

### Població
El 2007 la població de fet de Niedervisse era de 226 persones. Hi havia 83 famílies, de les quals 13 eren unipersonals (4 homes vivint sols i 9 dones vivint soles), 22 parelles sense fills, 35 parelles amb fills i 13 famílies monoparentals amb fills.
La població ha evolucionat segons el següent gràfic:
Habitants censats

### Habitatges
El 2007 hi havia 88 habitatges, 82 eren l'habitatge principal de la família i 6 estaven desocupats. 83 eren cases i 4 eren apartaments. Dels 82 habitatges principals, 70 estaven ocupats pels seus propietaris, 9 estaven llogats i ocupats pels llogaters i 3 estaven cedits a títol gratuït; 1 tenia dues cambres, 3 en tenien tres, 19 en tenien quatre i 58 en tenien cinc o més. 66 habitatges disposaven pel capbaix d'una plaça de pàrquing. A 27 habitatges hi havia un automòbil i a 42 n'hi havia dos o més.

### Piràmide de població
La piràmide de població per edats i sexe el 2009 era:
| Homes | Edats   | Dones |
| ----- | ------- | ----- |
| 0     | 95 o +  | 0     |
| 0     | 90 a 94 | 0     |
| 0     | 85 a 89 | 0     |
| 0     | 80 a 84 | 0     |
| 4     | 75 a 79 | 4     |
| 12    | 70 a 74 | 8     |
| 0     | 65 a 69 | 8     |
| 4     | 60 a 64 | 0     |
| 0     | 55 a 59 | 0     |
| 4     | 50 a 54 | 4     |
| 4     | 45 a 49 | 12    |
| 24    | 40 a 44 | 20    |
| 8     | 35 a 39 | 4     |
| 0     | 30 a 34 | 8     |
| 0     | 25 a 29 | 0     |
| 8     | 20 a 24 | 4     |
| 0     | 15 a 19 | 12    |
| 12    | 10 a 14 | 0     |
| 8     | 5 a 9   | 8     |
| 4     | 0 a 4   | 4     |

## Economia
El 2007 la població en edat de treballar era de 153 persones, 114 eren actives i 39 eren inactives. De les 114 persones actives 101 estaven ocupades (57 homes i 44 dones) i 12 estaven aturades (8 homes i 4 dones). De les 39 persones inactives 9 estaven jubilades, 13 estaven estudiant i 17 estaven classificades com a «altres inactius».

### Ingressos
El 2009 a Niedervisse hi havia 89 unitats fiscals que integraven 240 persones, la mediana anual d'ingressos fiscals per persona era de 18.608 €.

### Activitats econòmiques
Dels 8  establiments que hi havia el 2007, 1 era d'una empresa extractiva, 1 d'una empresa de fabricació d'altres productes industrials, 2 d'empreses de construcció, 1 d'una empresa de comerç i reparació d'automòbils, 1 d'una empresa de serveis, 1 d'una entitat de l'administració pública i 1 d'una empresa classificada com a «altres activitats de serveis».
Dels 3 establiments de servei als particulars que hi havia el 2009, 1 era un taller de reparació d'automòbils i de material agrícola, 1 lampisteria i 1 saló de bellesa.
L'any 2000 a Niedervisse hi havia 10 explotacions agrícoles que ocupaven un total de 511 hectàrees.

## Equipaments sanitaris i escolars
L'únic equipament sanitari que hi havia el 2009 era una ambulància.
El 2009 hi havia una escola elemental.

## Poblacions més properes
El següent diagrama mostra les poblacions més properes.